# Весна (электронно-вычислительная машина)
Электронно-вычислительная машина «Весна» — советская полупроводниковая вычислительная машина общего назначения.
Разработана в КБПА Госкомитета по радиоэлектронике (позже, в 1978 году, преобразованного в НИИ «Квант»).
Главный конструктор — В. С. Полин, заместитель ГК — В. К. Левин. Разработчики: Тройков А. С., Котов Ю. А., Файзулаев Б. Н., Осокин В. Н., Слепушкин В. А.
Разрабатывалась с 1959 года. Государственные испытания машины были проведены в 1964 году. Выпускалась на Минском заводе до 1972 года, всего выпущено 19 машин. Первый экземпляр машины поступил в вычислительный центр Министерства обороны.

## Технические характеристики
- Два процессора — центральный (ЦВУ) и периферийный (КВУ)
- Тактовая частота — 5 МГц
- Производительность — до 300 000 операций в секунду.
- Элементная база: 80 тыс. транзисторов, 200 тыс. диодов

## «Снег»
ЭВМ «Снег» — упрощённый совместимый вариант машины «Весна», на одном процессоре. Совместима с ЭВМ «Весна» по форматам обрабатываемых данных. Главный конструктор — В. К. Левин.
Производительность — 50 000 операций в секунду (впоследствии была повышена до 80 тыс. оп/сек).
Принята в эксплуатацию в 1965 году. Выпускалась на Минском заводе. Всего было выпущено 20 машин «Снег».